# هوگو ولی
هوگو ولی (استونیایی: Hugo Väli؛ ۱۹ ژوئن ۱۹۰۲ – ۱۹۴۳) بازیکن فوتبال اهل استونی بود.
وی همچنین در تیم ملی فوتبال استونی بازی کرده‌است.